# Willy, il principe di Bel-Air
Willy, il principe di Bel-Air (The Fresh Prince of Bel-Air) è una sitcom statunitense, creata da Andy e Susan Borowitz.
La serie vede protagonista Will Smith nei panni di una versione fittizia di sé stesso, un ragazzo di strada intelligente nato e cresciuto a Filadelfia Ovest che viene mandato a trasferirsi dai suoi ricchi zii nella loro villa di Bel Air dopo che ha avuto una rissa nel parco giochi locale del suo quartiere. Tuttavia, il suo stile di vita si scontra spesso con quello dell'alta borghesia dei suoi parenti.
Nota per aver lanciato l'attore Will Smith nella sua carriera televisiva e in seguito in quella cinematografica, la serie è stata un grande successo sulla sua rete originale.
La serie è stata trasmessa per la prima volta negli Stati Uniti su NBC dal 10 settembre 1990 al 20 maggio 1996, per un totale di 148 episodi ripartiti su sei stagioni. In Italia è stata trasmessa su Italia 1 dal 20 settembre 1993 al 3 dicembre 1996.
Nel novembre 2020, HBO Max ha pubblicato uno speciale reunion che riunisce il cast originale per una retrospettiva della serie. L'8 settembre 2020, Peacock ha ordinato due stagioni per un reboot drammatico basato sulla serie originale e sul fan film Bel-Air.

## Trama
Willy è un ragazzo simpatico e svitato cresciuto a Filadelfia. La madre, visto l'ambiente violento e pericoloso in cui si trova continuamente il figlio, decide di mandarlo ad abitare dalla sorella, Vivian. Willy così piomba come un fulmine a ciel sereno in casa degli zii in uno dei quartieri più "in" della città di Los Angeles, Bel Air. La loro vita cambierà di colpo: pigiama party a tutte le ore, belle ragazze, musica a tutto volume alla domenica mattina. Willy riesce comunque con la sua simpatia a conquistare gli zii così diversi da lui.

## Episodi
| Stagione         | Episodi | Prima TV USA | Prima TV Italia |
| ---------------- | ------- | ------------ | --------------- |
| Prima stagione   | 25      | 1990–1991    | 1993            |
| Seconda stagione | 24      | 1991–1992    | 1993            |
| Terza stagione   | 24      | 1992–1993    | 1993            |
| Quarta stagione  | 26      | 1993–1994    | 1995            |
| Quinta stagione  | 25      | 1994–1995    | 1995            |
| Sesta stagione   | 24      | 1995–1996    | 1996            |

## Personaggi e interpreti

### Personaggi principali
- William "Willy" Smith, interpretato da Will Smith, doppiato da Edoardo Nevola
Willy (Will nella versione originale o anche Willie secondo i titoli di coda della versione italiana) è il protagonista del telefilm. Ribelle e sempre con la battuta pronta, amante della musica rap e delle belle ragazze, viene costretto dalla madre ad andare a vivere a Bel Air da sua zia Vivian per mettere la testa a posto. Inizialmente non è ben visto da alcuni membri della famiglia (Philip, Carlton e Hilary) ma, nel giro di poco tempo, riuscirà a legare con tutti. È stato abbandonato dal padre Lou quando aveva cinque anni e dopo aver provato, invano, a riallacciare i rapporti, non vorrà avere più niente a che fare con lui.
- Philip "Phil" Banks, interpretato da James Avery, doppiato da Carlo Sabatini
È lo zio materno di Willy e padre di Hilary, Carlton, Ashley e Nicky. Inizialmente è avvocato, ma poi diventa giudice. Inizialmente sopporta la presenza di Willy in casa sua per amore della moglie, ma poi inizierà a considerarlo uno dei suoi figli. È un uomo molto alto e corpulento, e per quest'ultima cosa è spesso vittima delle battute di Willy.
- Vivian Smith-Banks, interpretata da Janet Hubert-Whitten (st. 1-3) e Daphne Maxwell Reid (st. 4-6), doppiata da Barbara Castracane e da Sonia Scotti (alcuni episodi st. 1) 
È la zia materna di Willy e madre di Hilary, Carlton, Ashley e Nicky. Difende sempre Willy, ma non condivide tutti i suoi atteggiamenti. Nelle prime stagioni fa la professoressa ma dopo il cambio dell'attrice e la nascita del quarto figlio Nicky viene dipinta come una casalinga.
- Hilary Violet Banks, interpretata da Karyn Parsons, doppiata da Loredana Nicosia
È la cugina di Willy e figlia primogenita dei Banks. Snob, superficiale, egocentrica e viziata, pensa solo alla moda, alla bellezza, ai soldi e alla popolarità. Nelle prime puntate, è spesso infastidita da Willy, ma grazie al suo aiuto, troverà lavoro come annunciatrice del meteo in una rete televisiva, per poi diventare la conduttrice di un talk show tutto suo.
- Carlton Banks, interpretato da Alfonso Ribeiro, doppiato da Gaetano Varcasia
È il cugino di Willy della sua stessa età. È l'opposto di Willy in tutto, serio nello studio e molto attaccato alle regole ma ingenuo e imbranato nella vita. Viene spesso preso in giro da Willy per il suo modo di fare, scarso successo con le ragazze e per la sua bassa statura, ma nonostante tutta la rivalità, i due cugini diventeranno amici nel corso della serie. Ha un buffo modo di ballare, è un fan di Tom Jones e possiede una grande collezione dei Puffi, di cui è molto geloso.
- Ashley Banks, interpretata da Tatyana Ali, doppiata da Myriam Catania
È la cugina di Willy e sorella minore di Hilary e Carlton. Pur essendo più giovane, è molto più ragionevole e sensibile dei due fratelli maggiori. È la prima ad affezionarsi a Willy che avrà molta influenza su di lei. Per questo Ashley diventerà un'adolescente ribelle che non sopporta di essere trattata da tutti come una bambina. È un'ottima cantante.
- Geoffrey Barbara Butler, interpretato da Joseph Marcell, doppiato da Giorgio Lopez
È il maggiordomo inglese della famiglia Banks. È noto per il suo sarcasmo e le sue costanti battute pungenti sui componenti della famiglia. Verrà scelto come padrino del piccolo Nicky e nell'ultima stagione scoprirà di avere un figlio, Frederick. Prima di diventare maggiordomo è stato un corridore olimpico.
- Nicholas "Nicky" Andrew Michael Shawn Nathan Wanya Banks, interpretato da Ross Bagley, doppiato da Monica Bertolotti
È il cugino di Willy più piccolo che nasce verso la fine della terza serie. Nelle ultime due stagioni, è già un bambino di cinque anni.

### Personaggi secondari
- Jazz, interpretato da DJ Jazzy Jeff, doppiato da Teo Bellia (st. 1-3) e Niseem Onorato (st. 4-6)
Il migliore amico di Willy che vive a Compton. Ha un debole (non corrisposto) per Hilary, ma finirà per sposarsi con Jewel, una ragazza ex carcerata. Ogni volta che entra in casa Banks, tende a fare commenti inopportuni, facendo così arrabbiare Philip che puntualmente lo lancia fuori dalla porta di casa.
- Beullah Lisa Wilkes, interpretata da Nia Long, doppiata da Chiara Colizzi 
La ragazza di Willy nella quinta stagione, dal carattere forte e autoritario, che stava per diventare sua moglie, ma alla fine il matrimonio è saltato.
- Jackie Ames, interpretata da Tyra Banks, doppiata da Daniela Calò
Amica d'infanzia di Willy che rincontra al college.
- Tyriq Johnson, interpretato da Perry Moore, doppiato da Mauro Gravina
Il migliore amico di Willy nella seconda stagione.
- Secco (Ice Tray in originale[5]), interpretato da Don Cheadle, doppiato da Mauro Gravina
Il migliore amico di Willy di Filadelfia. Avrà una breve storia d'amore con Hilary.
- Giudice Carl Robertson, interpretato da Sherman Hemsley, doppiato da Pietro Biondi
Giudice del tribunale, è stato il mentore di Philip ma ora rappresenta il classico politico corrotto e senza scrupoli. Muore per un attacco di cuore.
- Viola Smith-Wilkes, interpretata da Vernee Watson-Johnson, doppiata da Antonella Rinaldi (st. 1-3) e da ?? (st. 4-6)
Madre di Willy e sorella maggiore di Vivian. Il cognome originale di Viola e le sue sorelle è Smith (che condivide anche con l'ex marito).
- Hattie Banks, interpretata da Virginia Capers, doppiata da Germana Dominici (st. 1-2) e da Sonia Scotti (st. 6)
Madre di Philip. Lega subito con Willy, che la considera come una vera nonna.
- Trevor Collins, interpretato da Brian Stokes Mitchell, doppiato da Massimo Rinaldi
Annunciatore televisivo e fidanzato di Hilary. Muore lanciandosi col bungee jumping in diretta televisiva, proprio mentre stava facendo una proposta di matrimonio pubblica a Hilary.
- Lou Smith, interpretato da Ben Vereen, è il padre di Willy, che ha abbandonato lui e sua moglie quando Willy era molto piccolo. Riappare per un episodio della quarta stagione, dove è intento a riappacificarsi col figlio, cosa che quest'ultimo inizialmente acconsente, nonostante la contrarietà dello zio Phil, che non gli perdona di averlo abbandonato. Alla fine Lou rimanda il viaggio promesso a Willy per un lavoro. Willy, capendo finalmente che suo padre gli ha mentito, decide di salutarlo definitivamente e di non avere più rapporti con lui, chiamandolo persino per nome.

## Sigla di apertura
La sigla originale Yo Home to Bel-Air è stata scritta ed eseguita da Smith, come "The Fresh Prince". La musica è stata composta da Quincy Jones, che è accreditato con Will Smith alla fine di ogni episodio.
Nella versione italiana l'adattamento del testo è stato curato da Edoardo Nevola con la collaborazione di Rossella Izzo e cantata dallo stesso Edoardo Nevola.
Della versione italiana esistono due versioni, la prima in cui il protagonista dice "Willy il nero, lo svitato di Bel-Air" ed un'altra, successiva, in cui dice "Il principe Willy, lo svitato di Bel-Air". Ad eccezione di questa sigla, tutte le altre che si sentono in chiusura della serie sono state scritte e composte da Edoardo Nevola esclusivamente per la versione italiana.

## Luogo
La villa del telefilm si chiama Bel Aire e si trova in 251, North Bristol Avenue a Brentwood ed è stata costruita nel 1922.

## Rivisitazione
Nel 2020 il protagonista Will Smith ha annunciato di essere il produttore di una nuova versione della serie. L'attore conferma che si tratterà di un rifacimento in chiave più realistica, dunque più serio e drammatico rispetto al lavoro originale.
La serie è stata distribuita sulla piattaforma streaming Peacock TV il 13 febbraio 2022.